# الريان (موريتانيا)
تقع قرية الريان في ولاية الحوض الغربي الموريتاني في النقطة الواقعة بين مدينة العيون ومدينة الطينطان على طريق الأمل الدولي مباشرة وتتبع إداريا لمدينة دويرارة وتأسست في أواسط الثمانينات الميلادية أسسها أبناء سيد أحمد الطالب أعمر.

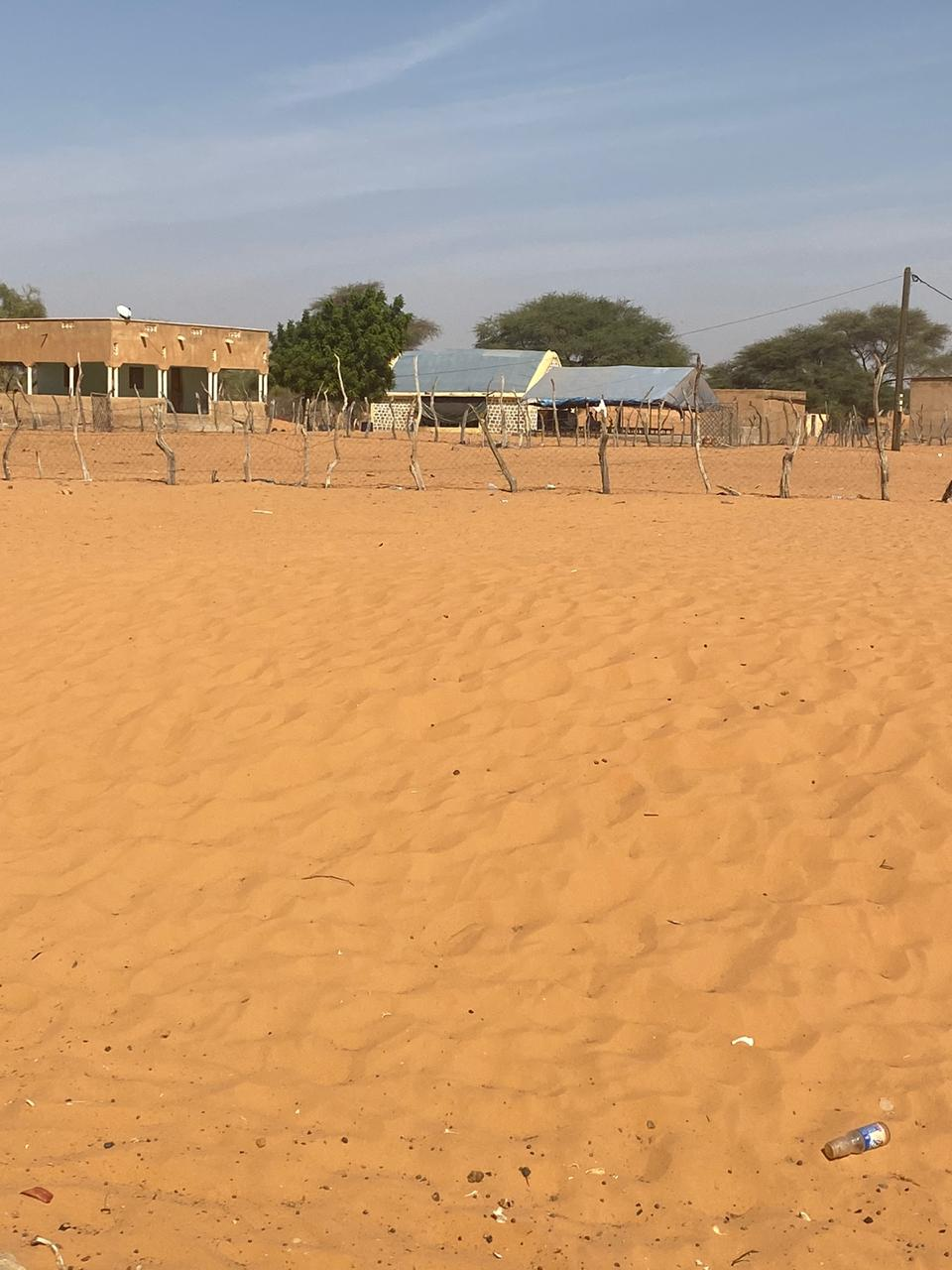
منظر من قرية الريان

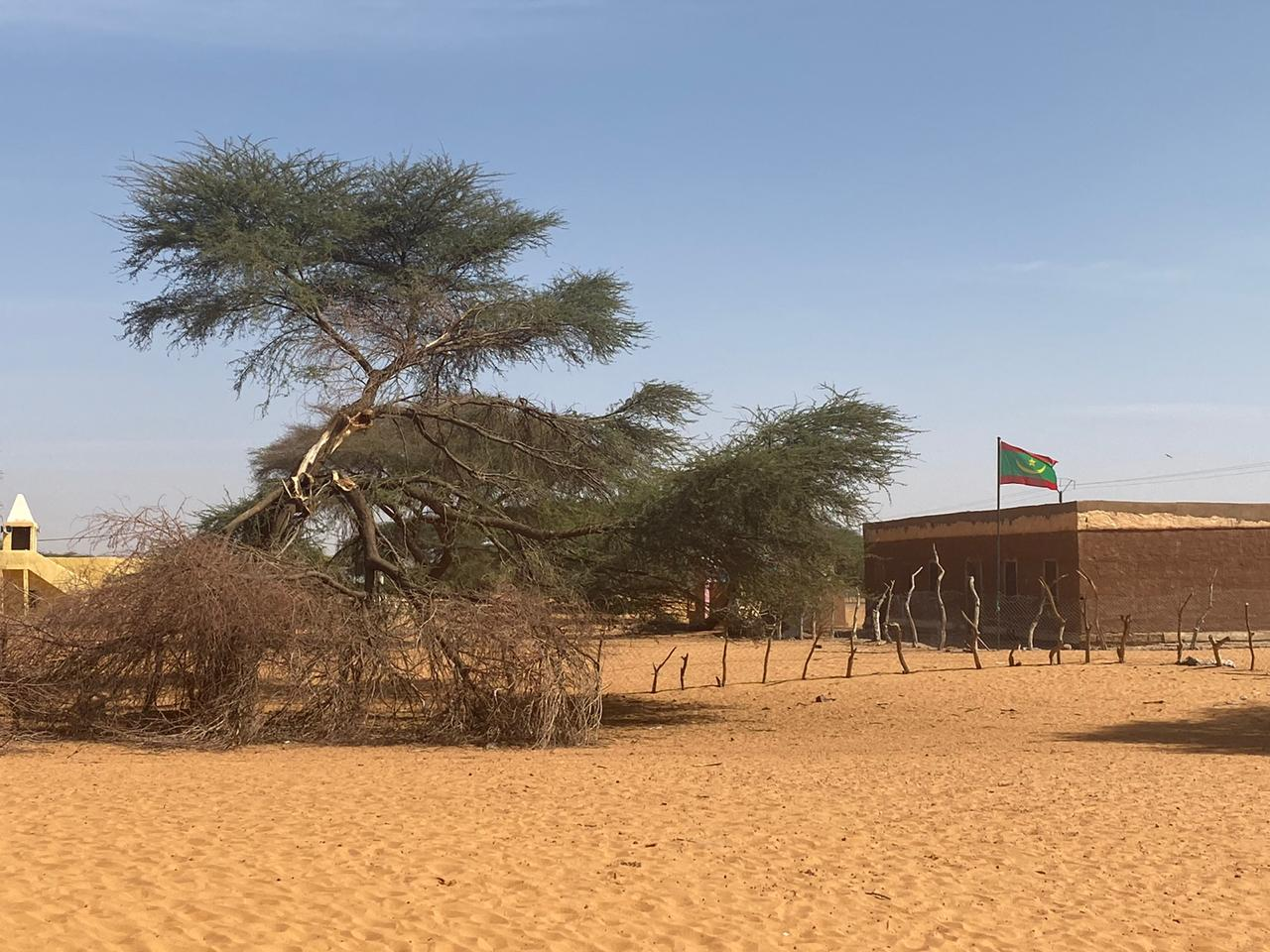
مدرسة الريان الابتدائية

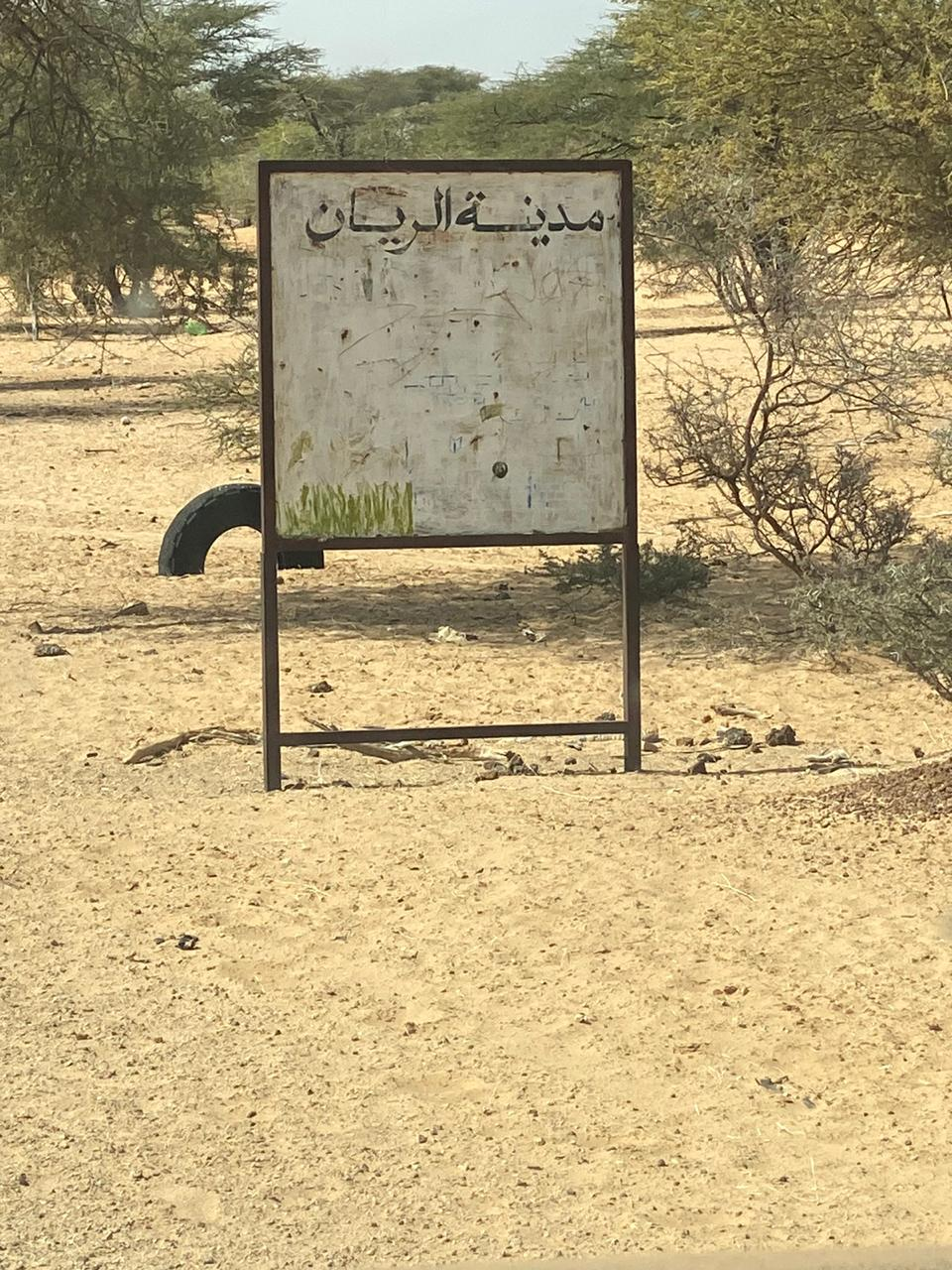
مدخل قرية الريان